# Monk Eastman
Edward Eastman, detto Monk (New York, 1875 – New York, 26 dicembre 1920), è stato un criminale statunitense.
Tra la fine del XIX secolo e l'inizio del XX secolo fondò la Eastman Gang, una delle più potenti e pericolose bande criminali di New York.

## Biografia
Nacque nel 1875 nell'area Corlear's Hook del Lower East Side a New York, da Samuel Eastman, un veterano della guerra civile americana e installatore di carta parati, e sua moglie Mary Parks. Molto probabilmente discendevano da antenati inglesi giunti in America nel periodo coloniale. Quando Eastman aveva cinque anni, suo padre abbandonò la famiglia. Parks si trasferì quindi con i suoi figli a casa di suo padre George nell'Upper East Side. Le origini Eastman sono state oggetto di dibattito da parte di giornalisti e storici.
Poiché la sua impresa criminale ha coinvolto così tanti membri della criminalità organizzata ebreo-americana, Eastman è spesso descritto come ebreo (anche da alcuni giornali del suo periodo). Ma i ricercatori hanno documentato che sembra essere di discendenza etnica protestante inglese. I registri suggeriscono che fosse cristiano e protestante, se non praticante. Nel suo libro The Jews of Sing-Sing, lo scrittore Ron Arons osserva che nessuna delle sorelle di Monk (né i suoi genitori) si fosse sposato con rito ebraico. Suo nonno materno George Parks morì in una casa di riposo battista. Quando Eastman fu sepolto, il suo funerale fu svolto da un pastore metodista.
Secondo il censimento del 1900 Eastman esercitava la professione di venditore di uccelli ed era residente in East First Street a Lower Manhattan con sua moglie Margaret con la quale era sposato dal 1896. Con il passare degli anni tornò a vivere nel Lower East Side, entrando in contatto con le bande di quartiere composte da giovani poveri, spesso figli di immigrati. Tra le attività illecite vi era il racket del noleggio di biciclette.
Nel 1898 Eastman, con lo pseudonimo di William Murray, fu arrestato, condannato per furto e imprigionato per tre mesi a Blackwell's Island. Durante questo periodo, apparteneva a una banda di protettori e ladri noti come Allen Street Cadets. Col tempo, la reputazione di picchiatore di Eastman gli fece ottenere il posto di buttafuori al New Irving Hall, un celebre club di Broome Street, non lontano dal suo negozio di animali. Alla New Irving Hall e al Silver Dollar Smith's Saloon, Eastman conobbe i politici di Tammany Hall, del Partito Democratico, che arruolarono il gangster e i suoi uomini per controllare il territorio durante le elezioni ed intimidire l'opposizione. Ai suoi ordini vi erano dei personaggi del calibro di Max Zweifach e Jack Zelig, inoltre poteva contare sull'appoggio di un vasto numero di uomini che nel giro di pochissimo tempo raggiunse le 1.200 unità.
Presto entrò in rivalità con la Five Points Gang di Paul Kelly, composta principalmente da irlandesi e italiani. La faida tra i due col passare del tempo divenne sempre più feroce e spietata tanto che il 17 settembre 1903 in Rivington Street, a Manhattan, vi fu una vera e propria battaglia tra le due bande col triste bilancio di due morti e diversi feriti tra i passanti. Dopo queste scene di vera e propria guerra, Eastman e Kelly vennero convocati da Tom Foley, deputato di Tammany Hall, affinché risolvessero le loro diatribe tra di loro. Venne stabilita allora una tregua ma essa durò un paio di mesi, venne quindi stabilito un incontro di pugilato tra i due boss, ma anche questo finì, dopo due ore, in parità.
Nel 1904 Eastman venne arrestato e internato nella prigione di Sing Sing, frattanto la sua banda dopo la morte di Zweifach, avvenuta nel 1908, si era via via indebolita. Scarcerato nel 1909, tentò più volte di riprendersi la leadership della band da lui fondata, ma fu tutto inutile. Cominciò allora, a vivere di piccoli furti e spesso entrava e usciva dalla galera. Nel 1917 il quarantaquattrenne Eastman si arruolò come volontario nell'esercito degli Stati Uniti d'America. Combatté in Francia nel 106º reggimento di fanteria della 27ª divisione. Tornato in patria, gli venne conferita la cittadinanza onoraria dal governatore di New York.
Dopo il suo congedo dall'esercito, Eastman tornò rapidamente a una vita di microcriminalità. Uno dei suoi partner era Jerry Bohan, un agente del proibizionismo corrotto. La mattina del 26 dicembre 1920, Eastman e Bohan si incontrarono con altri uomini al Bluebird Cafe a Lower Manhattan. Intorno alle 4:00, scoppiò tra i due una lite per questioni di denaro. Quando Bohan si allontanò, Eastman lo seguì insultandolo. Sentendosi minacciato, Bohan estrasse la pistola e fulminò il suo partner con alcuni colpi. Eastman fu seppellito con tutti gli onori militari nel cimitero di Cypress Hills a Brooklyn.